# Cocina fusión

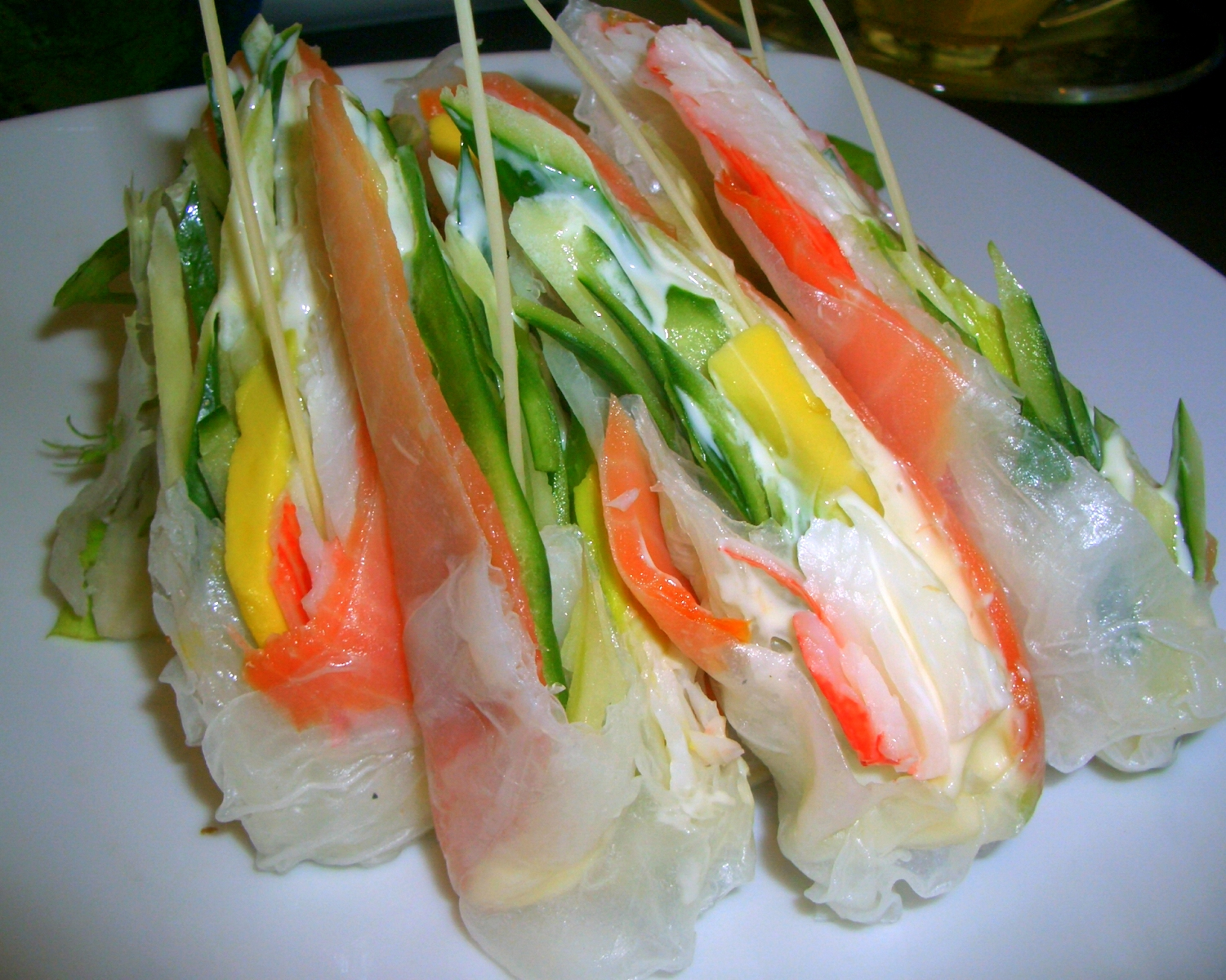
Esta es una combinación de cocina japonesa y vietnamita: salmón ahumado enrollado en papel de arroz, con aguacate, cúrcuma, y surimi.

La cocina fusión es un concepto general que se emplea en gastronomía para indicar tanto la mezcla de estilos culinarios de diferentes culturas como la mezcla de ingredientes representativos de otros países, mezcla de condimentos y/o especias, prácticas culinarias, etc. La fusión de las cocinas se realiza por diversas vías, en algunos casos puede ser motivada por la creatividad de una comunidad de cocineros (como ocurrió a comienzos de los 70), por la simple fusión de culturas debidas a desplazamientos físicos de las mismas (inmigración, diáspora, etc.) o por influencias geográficas o económicas (cercanía del país a la frontera, colonización, etc). El concepto se inicia y se define formalmente en los Estados Unidos en los años 1970 ensayando platos de contraste entre occidente-oriente y buscando la sorpresa del comensal. 
Se atribuye su nacimiento a este país debido a la gran mezcla de diferentes culturas y etnias que lo componen y que le dio origen: cada una de sus gentes, de esas diferentes etnias tratando de recrear la gastronomía de su país natal con ingredientes locales, a veces muy distintos. Asimismo, en varios países americanos, es común encontrar restaurantes de cocina fusión que mezclan elementos de la gastronomía indígena local con platos de su cocina tradicional criolla (herencia de la gastronomía española en Hispanoamérica) o de otros grupos étnicos presentes en el país donde se encuentra, como los afroamericanos y de otros inmigrantes europeos.
Con lo cual esta cocina requiere de un conocimiento profundo de varias cocinas regionales o de un equipo multiétnico para su elaboración. Su resultado es usualmente atrevido y dependerá de la capacidad creativa del Chef involucrado.

## Fusión de gastronomías

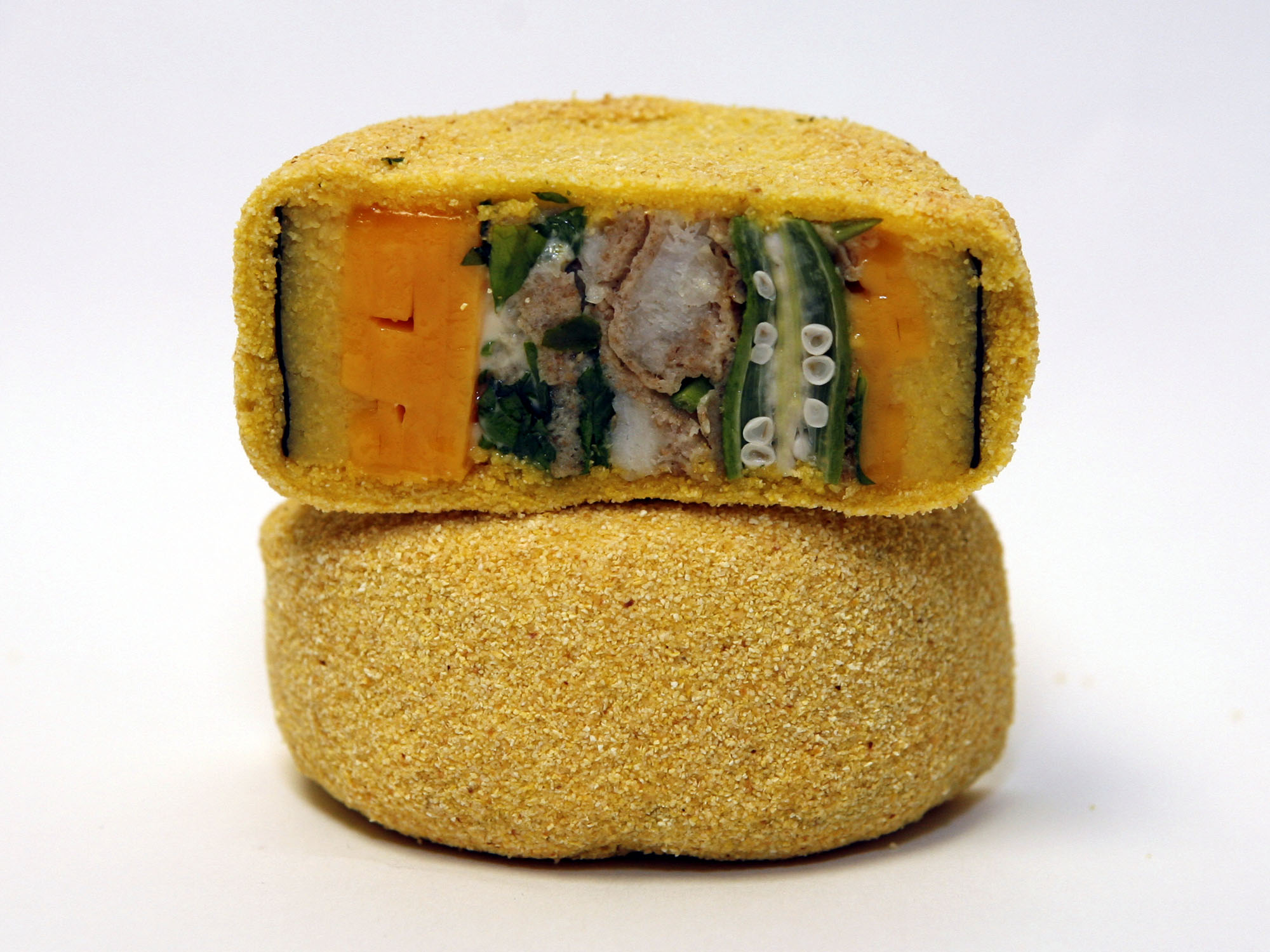
Una variedad de sushi creada completamente en Estados Unidos, combina ingredientes no tradicionales de la cocina japonesa como queso Cheddar, bagre, ocra y sémola.

A continuación se detallan algunos ejemplos de fusión de diferentes cocinas en una entidad con personalidad propia, con sus propias costumbres, estilos, etc.
- ×  - Gastronomía chino-estadounidense
- ×  - Gastronomía de los alemanes de Pensilvania
- ×  - Gastronomía sefardí
- ×  - Gastronomía gitana
- ×  - Gastronomía maorí
- ×  - Gastronomía sino-japonesa
- ×  - Gastronomía Tex-Mex
- ×  - Gastronomía criolla y cajún.
- x  - Gastronomía pied-noir
- x  - Gastronomía nikkei
- x  - Chifa
- ×  - Balti